# Огай, Ёко
Ёко Огай (яп. 小粥 よう子 Огай Ё:ко, 5 июля, р. 1959, префектура Сидзуока), также известная под псевдонимом Акари Хибино (яп. 日比野 朱里 Хибино Акари) — японская сэйю.

## Позиции в Гран-при журнала Animage
- 1985 год — 20-е место в Гран-при журнала Animage в номинации на лучшую женскую роль[1];
- 1986 год — 12-е место в Гран-при журнала Animage в номинации на лучшую женскую роль[2].

## Роли в аниме
- 1985 год — Капризы Апельсиновой улицы (пилот) (Хикару Хияма);
- 1986 год — Мегазона 23 OVA-2 (Синди);
- 1986 год — Проект А-ко — Фильм (Аса);
- 1987 год — Мами-экстрасенс (ТВ) (Конпоко);
- 1987 год — Песня ветра и деревьев (Себастьян);
- 1987 год — Люпен III: Заговор клана Фума (фильм четвертый) (Мальчик);
- 1988 год — Мами-экстрасенс — Фильм (Конпоко);
- 1988 год — Cho-on Senshi Borgman (Синдзи);
- 1988 год — Meimon! Daisan Yakyuubu (Сирайси (младший брат));
- 1989 год — Wrestler Gundan Seisenshi Robin Jr. (Робин-младший);
- 1994 год — Макросс 7 (ТВ) (Билли);
- 1995 год — Tobe! Pegasus (Цубаса);
- 1996 год — Бродяга Кэнсин (ТВ) (Окита);
- 1999 год — Бродяга Кэнсин OVA-1 (Окита);
- 1999 год — Охотник х Охотник (ТВ) (Мэнти / Фэйтан);
- 2002 год — Охотник х Охотник OVA-1 (Фэйтан);
- 2002 год — Hungry Heart: Wild Striker (Кадзуто Мори);
- 2002 год — Детское подразделение (ТВ) (Йотт);
- 2003 год — Охотник х Охотник OVA-2 (Фэйтан);
- 2003 год — Папуа (ТВ-2) (Ифуку)